# Les Aubes de Moscou
Les Aubes de Moscou est un roman de Lev Nikouline.

## Résumé
Piotr Constantinovitch Artémiev est médecin à Moscou sous le règne d'Alexandre III. Il est appelé à être un grand universitaire comme Ostroumov ou Zakharine. Il rencontre au Bolchoï Assia, ils ont un fils : Nikolai (Kolia). Lors d'une soirée, Piotr Artémiev porte un toast à l'ouverture d'un Institut médical féminin et plaide pour l'ouverture des études supérieures aux femmes. Ce geste mal compris lui vaut d'être expulsé et placé sous surveillance en Russie méridionale. 
Son fils, devant les injustices qu'il rencontre, se tourne progressivement vers l'idée communiste par Iavorski, répétiteur de son école.

## Analyse
Ce roman peut être considéré comme un roman de propagande communiste car il donne une vision simple de l'engagement politique : la vision des misères conduirait « nécessairement » à l'engagement communiste.
Toutefois, on ne peut pas le réduire à cet aspect car le récit de la vie quotidienne en Russie par un auteur qui a vécu la période pré-révolutionnaire est un témoignage historique intéressant. 

## Anecdote
Maurice Thorez avait ce livre dans sa bibliothèque.